# Thottipalayam
Thottipalayam é uma vila no distrito de Coimbatore, no estado indiano de Tamil Nadu.

## Demografia
Segundo o censo de 2001,  Thottipalayam  tinha uma população de 24,969 habitantes. Os indivíduos do sexo masculino constituem 53% da população e os do sexo feminino 47%. Thottipalayam tem uma taxa de literacia de 68%, superior à média nacional de 59.5%: a literacia no sexo masculino é de 76% e no sexo feminino é de 59%. Em Thottipalayam, 12% da população está abaixo dos 6 anos de idade.